# Троїцьке (Краматорський район)
Тро́їцьке — село Черкаської селищної громади Краматорського району Донецької області, Україна. Населення становить 377 осіб.

## Географія
Село Троїцьке знаходиться на правому березі річки Сухий Торець. На протилежному березі розташоване с. Знаменське (Знаменівка), нині — частина смт Черкаське. Нижче за течією (6 км) с. Олександрівка. Через село проходить автодорога Краматорськ — Барвінкове — Лозова.

## Економіка
- Фермерські і селянські господарства

## Історія та культура
Село засноване орієнтовно наприкінці XVIII століття.

## Населення

### Мова
Розподіл населення за рідною мовою за даними перепису 2001 року:
| Мова       | Кількість | Відсоток |
| ---------- | --------- | -------- |
| українська | 333       | 88.33%   |
| російська  | 44        | 11.67%   |
| Усього     | 377       | 100%     |

## Об'єкти соціальної сфери
- Магазин.
- Сільський клуб

## Пам'ятки
- Пам'ятник воїнам, загиблим у німецько-радянську війну.

## Транспорт і зв'язок
Найближча вузлова залізнична станція — Слов'янськ. Присутнє автобусне сполучення з районним центром Слов'янськ, містами Барвінкове і Краматорськ.